# 奧特萊克 (紐約州)
奧特萊克（英語：Otter Lake）是位於美國紐約州奧奈達縣的普查規定居民點。

## 人口
根據2020年美國人口普查的數據，奧特萊克的面積為1.82平方千米，當中陸地面積為1.22平方千米，而水域面積為0.60平方千米。當地共有人口109人，而人口密度為每平方千米59.89人。